# Die vier Apostel
Die vier Apostel sind zwei zusammengehörige Gemälde (Diptychon) des Malers Albrecht Dürer aus dem Jahr 1526 und waren dessen letztes großes malerisches Werk.

## Beschreibung
Die Bilder zeigen auf zwei Tafeln vier knapp überlebensgroße Gestalten, zu deren Füßen sich eine Inschriftenleiste befindet, die eine Aufforderung an die „weltlichen Regenten“ enthält, das reine Bibelwort zu achten und sich vor religiösen Verführern, „falschen Propheten“, zu hüten. Diese Mahnung wird mit vier Bibelzitaten untermauert, die den vier Dargestellten zugeordnet sind. Adressat ist der Stadtrat von Nürnberg, dem Dürer die Tafeln schenkte. Die Dargestellten sind durch ihre Attribute zu identifizieren:
- Apostel Johannes: offenes Buch
- Apostel Petrus: Schlüssel
- Evangelist Markus: Schriftrolle
- Apostel Paulus: Schwert und geschlossenes Buch

Gleichzeitig verkörpern sie laut Johann Neudörffer dem Älteren die vier Temperamente, die wiederum den vier Lebensaltern und Jahreszeiten zugeordnet wurden:
- Johannes: Sanguiniker
- Petrus: Phlegmatiker
- Markus: Choleriker
- Paulus: Melancholiker

## Geschichte
Giovanni Bellinis Triptychon der Madonna mit vier Heiligen in der Frarikirche in Venedig, das Dürer auf seinen Italienreisen kennenlernte, lieferte Anregungen für die „Vier Apostel“.
Die vier Apostel wurden als Stiftung Dürers nach Art mittelalterlicher Gerechtigkeitsbilder in der oberen Regimentsstube der Stadt Nürnberg aufgehängt.  Der bayerische Kurfürst Maximilian I. erwirkte im Jahr 1627 durch Druck auf die Nürnberger Stadtväter die Herausgabe der vier Apostel, die Dürer seiner Vaterstadt geschenkt hatte, indem er den Stadtrat wissen ließ, dass er das Werk gerne hätte und einen abschlägigen Bescheid als „einen sondern hohen Despect“ nehmen würde.
Seit dem 27. August des Jahres 1627 befinden sich Die vier Apostel in München und wurden trotz aller Bemühungen der seit 1806 zu Bayern gehörenden Stadt Nürnberg nicht zurückgegeben.
Der Nürnberger Stadtrat versuchte die Herausgabe noch zu verhindern, indem er darauf hinwies, dass die Zitate aus der Lutherbibel unter den Figuren im katholischen München Anstoß erregen würden. Dieses Problem löste der Kurfürst, indem er die Schrift absägen und diese Bildteile nach Nürnberg zurücksenden ließ. Damit missachtete er Dürers ausdrücklichen Wunsch, die Bilder „bey gemainer Statt zu sein gedechtnuß zubehalten und in frembdte händt nit kommen zu lassen“.
Erst im Jahr 1922 wurde die Inschrift wieder angefügt.

## Kommentar
Der seit 1538 verwendete Bildtitel Die vier Apostel ist sachlich nicht korrekt, da der Evangelist Markus kein Apostel war.
Die britische Sachbuchautorin Sr. Wendy Beckett stellt fest, dass die vier Apostel ein Ganzes bilden, „so wie die vier Temperamente in ein- und demselben Individuum vorhanden sind“ und beschreibt die Dargestellten folgendermaßen:

Johannes ist der Sanguiniker, voller Hoffnung und innerem Frieden. Seine geröteten Wangen passen zu dem flammenden Rot seines Mantels und zu den kastanienfarbenen Locken, die sein wohlgeformtes Gesicht einrahmen. …

Petrus, der Phlegmatiker, trägt den Schlüssel des Himmelreiches mit Gelassenheit. Sein kahler Schädel glänzt, sein Gesicht ist ausdruckslos, der Körper hinter Johannes’ voluminöser Gestalt praktisch verborgen.

Zu den beiden anderen Dargestellten schreibt Beckett:

Markus mit den zornigen Augen ist der Choleriker; er blickt nach rechts aus dem Bild heraus, als wolle er eine Gefahr abwehren. Er wird praktisch verdeckt von der Gestalt des Melancholikers Paulus, des hochgewachsenen Grüblers, der sein Evangelium ebenso fest hält wie sein Schwert und den Betrachter mißtrauisch aus dem Augenwinkel anschaut.

In Kindlers Malerei-Lexikon heißt es zu diesem Bild:

Alles ist auf stärkste Gegensätze abgestellt, nicht nur in Form und Farbe, sondern vor allem auch in den Charakteren, die man deswegen als die vier Temperamente zu deuten versucht hat. Wenn diese Erklärung, die auf Neudörfer zurückgeht, zutrifft, dann wäre Johannes, dessen Kopf nicht zufällig an den Melanchthons erinnert, der Sanguiniker – der ruhig lesende Petrus der Phlegmatiker – Paulus der Melancholiker – und Markus, mit rollenden Augen, gäbe den cholerischen Typus ab. Dürer ging es aber gewiss nicht um eine menschliche Klassifizierung, sondern höchstens um eine markante Unterscheidung der Gottesmänner.

## Rezeptionen

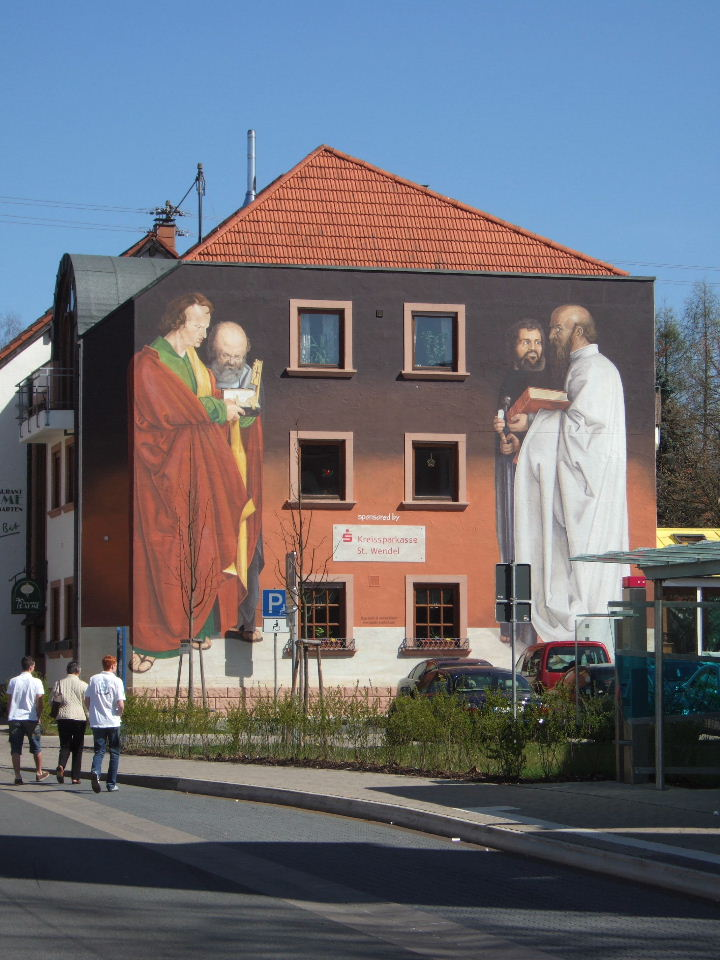
„Die vier Apostel“ als Hausfassade in St. Wendel

- Als Wandgemälde zieren „Die vier Apostel“ eine Hausfassade in St. Wendel. Dieses Gemälde ist Teil einer Open-Air-Galerie, die die beiden Künstler Klaus Riefer und Christof Thome geschaffen haben.
- In der Fernsehserie Pfarrer Braun, Das Erbe von Junkersdorf, entdeckt Pfarrer Braun ein Gemälde Dürers mit der Darstellung Martin Luthers, das ursprünglich in der Mitte der beiden anderen Gemälde Dürers angeordnet war und einen Skandal für die katholische Kirche darstellt.